# Nyctiellus lepidus
Nyctiellus lepidus é uma espécie de morcego da família Natalidae. Pode ser encontrada em Cuba e nas Bahamas. É a única espécie do gênero Nyctiellus.